# Huanímaro
Huanímaro là một đô thị thuộc bang Guanajuato, México. Năm 2005, dân số của đô thị này là 18456 người.